# Os Mundos de Crestomanci
Os Mundos de Crestomanci (The Worlds of Chrestomanci) é uma série de livros escritos pela escritora britânica Diana Wynne Jones. 
Nesses mundos o uso de magia nem sempre é estranho e, no mundo em que se passa a história, o responsável pela supervisão do uso de magia é um poderoso mago que recebe o título de Crestomanci.

## Crestomanci
As pessoas comuns nascem com nove cópias espalhadas pelos vários mundos paralelos. Magos de nove vidas são raros, pois aparecem quando por acaso a pessoa nasce sem as normais nove cópias e todo o poder mágico fica concentrado nessa pessoa.
O Crestomanci pode ser poderoso, mas isso não quer dizer que ele consegue fazer tudo sozinho! Ele também conta com uma enorme equipe de auxiliares (que incluem de magos a pessoas comuns), que se reúnem no Castelo Crestomanci e lutam para manter o equilíbrio da magia entre os mundos paralelos.

## Mundos Paralelos
Esses mundos paralelos aparecem quando um fato importante e então ocorre a divisão em dois mundos, um em que o fato ocorreu e um em que o fato não ocorreu. Alguns ficaram com mais e alguns com menos magia. Isso gera um desequilíbrio de poder e pessoas inescrupulosas escravizam povos mais fracos, fazem trafico de objetos mágicos e outros tipos de crimes. Então, usam os outros mundos para se esconder ou ocultar provas. O Crestomanci é muitas vezes chamado para outros mundos para ajudar a investigar esses casos.

## Livros

### Em cronologia interna
1. As Vidas de Christopher Chant (The Lives of Christopher Chant, 1988)
2. Conrad's Fate (2005)
3. Vida Encantada (Charmed Life, 1977)
4. Os Magos de Caprona (The Magicians of Caprona, 1980)
5. The Pinhoe Egg (2006)
6. Mil Mágicas (Mixed Magics, 2000) é uma coletânea de histórias curtas passadas em vários momentos diferentes
7. A Semana dos Bruxos (Witch Week, 1982) (se passa na mesma época de Vida Encantada mas não se especifica quando)

### Ordem recomendada de leitura
Diana Wynne Jones recomenda a leitura de Vida Encantada, seguida por As Vidas de Christopher Chant. Então Conrad’s Fate, A Semana dos Bruxos, Os Magos de Caprona e as histórias curtas de Mil Mágicas em qualquer ordem depois desses (apesar de dois dos contos deste acontecerem logo após Os Magos de Caprona). The Pinhoe Egg se passa logo após Vida Encantada e um pouco depois dos acontecimentos de "Ladrão de Almas" e "O Centésimo sonho de Carol Oneir" (ambos contos de Mil Mágicas).